# Kwame Harris
Kwame Harris (* 15. März 1982 in Jamaika) ist ein ehemaliger US-amerikanischer American-Football-Spieler auf der Position des Offensive Tackles. Er spielte sechs Jahre in der National Football League (NFL) für die San Francisco 49ers und die Oakland Raiders.

## Highschool und College
Seine Familie zog in die Vereinigten Staaten, als er drei Jahre alt war. Harris wuchs in Newark, Delaware auf und besuchte die Newark Highschool. Er studierte an der Stanford University, wo er drei Jahre lang College Football für die Stanford Cardinal spielte.

## NFL
2003 wurde er von den San Francisco 49ers in der ersten Runde der NFL Draft als 26. Spieler ausgewählt. Er spielte von 2003 bis 2007 bei den 49ers und wechselte zur Saison 2008 zu den Oakland Raiders, wo er nur ein Jahr spielte.

## United Football League
Nachdem er 2009 für kein Team gespielt hatte, wechselte er 2010 in die United Football League und spielte eine Saison für die Florida Tuskers.

## Sonstiges
Nach dem Ende seiner Footballkarriere outete er sich 2013 unfreiwillig in einem öffentlichen Streit mit seinem ehemaligen Freund als Homosexuell.

## Preise und Auszeichnungen (Auswahl)
- 2002: Morris Trophy
- 2002: First-team All-Pac-10
- 2001: Second-team All-Pac-10